# Kriechfall

Die drei Bewegungsformen Schwingfall, aperiodischer Grenzfall und Kriechfall im Überblick.

Der Kriechfall ist eine Möglichkeit bei einem im Prinzip zu Schwingungen fähigen physikalischen System, dass es infolge von Dämpfung in einem monotonen (aperiodischen) zeitlichen Verlauf seine Gleichgewichtslage annimmt. Die Alternative zum Kriechfall ist der Schwingfall. Als mathematischer Sonderfall steht dazwischen bei einem einzelnen Wert der Dämpfung ein aperiodischer Grenzfall.
Bei einem aus seiner Gleichgewichtslage gebrachten Federschwinger bewegt sich sein Massestück im Allgemeinen auf seine Ausgangslage zurück, schwingt aber über diese hinweg, kehrt um und so weiter. Befindet sich diese Anordnung in Wasser statt in Luft, wird das Massestück sehr viel stärker gebremst. Wird seine Bewegung so langsam, dass es seine Gleichgewichtslage nun ohne Richtungswechsel erreicht, so bezeichnet man diesen Vorgang als Kriechen.

## Anwendungen
- Eine durch Federkraft schließende Pendeltür ist ein im Prinzip schwingfähiges System, wird aber oft so gedämpft, dass sie sich ohne Überschwingen, also kriechend schließt.
- In der Regelungstechnik folgt auf eine sprunghafte Änderung der Führungsgröße die Regelgröße im Allgemeinen unter Überschwingungen. Wenn aber z. B. bei der Temperaturregelung einer chemischen Reaktion die Überschwingung der Temperatur zu einer Zerstörung des Produktes führt, muss die Regeleinrichtung auf kriechende Einstellung ausgelegt werden.

## Dynamik
Eine möglichst schnelle Einstellung in eine neue Ruhelage nach einer sprunghaften Änderung ist vielfach erwünscht. Diese erreicht man in der Nähe des aperiodischen Grenzfalls.
Beispielsweise bei elektromechanischen Messgeräten wird allerdings gemäß DIN EN 60051-1 eine geringere Dämpfung empfohlen, weil mit einem Überschwinger das Ende des Bewegungsvorgangs leichter als beim Kriechen erkennbar ist, und weil im Kriechfall bedingt durch Haftreibung leichter eine Messabweichung entsteht.
Anwendungen, in denen die überschwingungsfreie Einstellung unbedingt erforderlich ist, müssen entsprechend auf langsame Veränderung ausgelegt sein.